# سیارک ۲۲۹۵
سیارک ۲۲۹۵ (به انگلیسی: 2295 Matusovskij، نامگذاری:1977QD1) دو هزار و دویست و نود و پنجمین سیارک کشف شده‌است که در ۱۹ اوت ۱۹۷۷ کشف شد.
قدر مطلق سیارک برابر ۱۲٫۰۰ است.